# Assares
Assares is een plaats (freguesia) in de Portugese gemeente Vila Flor en telt 170 inwoners (2001).